# Edoardo Weiss
Edoardo Weiss (Trieste, 1889 - Chicago, 1948) foi um psicanalista italiano.

## Vida
Edoardo Weiss era filho de um empresário judeu da Boêmia. Fez os estudos secundários em sua cidade natal, onde também nascera sua mãe.